# Campeonato Guianense de Futebol - Segunda Divisão
A Segunda Divisão do Campeonato Guianense de Futebol (conhecida em inglês como Elite League Promotional Playoff), é o segundo nível do desporto na Guiana. Garante acesso à divisão principal, chamada de GFF Elite League.

## Formato
Não há, propriamente, uma liga de segunda divisão organizada pela Federação de Futebol da Guiana com equipes fixas. Em vez disso, as associações regionais do país (equivalente às federações estaduais no Brasil) organizam torneios locais, que valem como um campeonato nacional regionalizado e um classificatório.
Até 2013, estes torneios definiam os participantes na Primeira Divisão do campeonato nacional (a extinta Premier League).
Desde 2015, o campeão de cada torneio regional classifica-se para o playoff da Segunda Divisão, que decidirá os dois promovidos para a Primeira Divisão (a atual Elite League) do ano seguinte.
Entre 2020 e 2022 o torneio não foi realizado, devido à pandemia de COVID-19. Em 2023, o campeonato da segunda divisão foi retomado, com o nome de GFF Elite League Promotional Playoff.

## Resultados
Segue abaixo a lista de promovidos ano a ano no torneio nacional, da Segunda Divisão para a Primeira Divisão do ano seguinte (após o traço):
- 2015-16: Victoria Kings FC e Topp XX
- 2016-17: não houve torneio(NT)
- 2017-18: não houve torneio
- 2018-19: Santos FC e Police FC
- 2019-23: não houve torneio
- 2023-24: Slingerz FC e Monedderlust FC
- 2024-25: Mainstay Goldstar FC e Ann's Grove United